# チェンバース郡 (アラバマ州)
チェンバース郡（英: Chambers County）は、アメリカ合衆国アラバマ州の東部に位置する郡である。2010年国勢調査での人口は34,215人であり、2000年の36,583人から6.5%減少した。郡庁所在地はラファイエット市（人口3,003人）であり、同郡で人口最大の都市はバレー市（人口9,524人）である。郡名はアラバマ州選出アメリカ合衆国上院議員を務めたヘンリー・H・チェンバーズに因んで名付けられた。チェンバース郡はバレー小都市圏に属している。

## 歴史
チェンバース郡は1832年12月18日に設立された。
無法者ビリー・ザ・キッドを殺したことで有名な保安官パット・ギャレットが1850年にカセッタの町近くで生まれた。
「褐色の爆撃機」と呼ばれた世界ヘビー級ボクシングチャンピオンのジョー・ルイスが、1914年5月13日にラファイエット市の近く、バッカルーマウンテンで生まれた。
郡内で4つの繊維工業の都市が合併してバレー市を作り、現在は郡内最大都市になった。現在も急速に拡大しつつある。州都モンゴメリー市とジョージア州アトランタ市の中間に位置している。

## 地理
アメリカ合衆国国勢調査局に拠れば、郡域全面積は603.11平方マイル (1,562.0 km2)であり、このうち陸地597.17平方マイル (1,546.7 km2)、水域は5.94平方マイル (15.4 km2)で水域率は0.98%である。

### 主要高規格道路
- 州間高速道路85号線
- アメリカ国道29号線
- アメリカ国道280号線
- アメリカ国道431号線
- アラバマ州道50号線
- アラバマ州道77号線

### 隣接する郡
- ランドルフ郡 - 北
- トループ (ジョージア州) - 東
- ハリス (ジョージア州) - 南東
- リー郡 - 南
- タラプーサ郡 - 西

## 人口動態
以下は2000年の国勢調査による人口統計データである。
| 基礎データ - 人口: 36,583人 - 世帯数: 14,522 世帯 - 家族数: 10,194 家族 - 人口密度: 24人/km2（61人/mi2） - 住居数: 16,256軒 - 住居密度: 11軒/km2（27軒/mi2） 人種別人口構成 - 白人: 60.88% - アフリカン・アメリカン: 38.11% - ネイティブ・アメリカン: 0.13% - アジア人: 0.19% - その他の人種: 0.12% - 混血: 0.57% - ヒスパニック・ラテン系: 0.77% | 年齢別人口構成 - 18歳未満: 24.6% - 18-24歳: 8.6% - 25-44歳: 27.0% - 45-64歳: 23.5% - 65歳以上: 16.2% - 年齢の中央値: 38歳 - 性比（女性100人あたり男性の人口） - 総人口: 89.6 - 18歳以上: 85.3 世帯と家族（対世帯数） - 18歳未満の子供がいる: 29.3% - 結婚・同居している夫婦: 48.5% - 未婚・離婚・死別女性が世帯主: 17.4% - 非家族世帯: 29.8% - 単身世帯: 27.0% - 65歳以上の老人1人暮らし: 12.4% - 平均構成人数 - 世帯: 2.48人 - 家族: 3.01人 | 収入と家計 - 収入の中央値 - 世帯: 29,667米ドル - 家族: 36,598米ドル - 性別 - 男性: 28,771米ドル - 女性: 21,159米ドル - 人口1人あたり収入: 15,147米ドル - 貧困線以下 - 対人口: 17.0% - 対家族数: 14.3% - 18歳未満: 22.5% - 65歳以上: 18.2% |

## 都市と町
- カセッタ
- ファイブポインツ
- ハガリー
- ラファイエット - 郡庁所在地
- ラネット
- オークボワリー
- バレー
- ウェイバリー（一部はリー郡）